# Narcissa, Oklahoma
Narcissa, Oklahoma (енгл. Narcissa) насељено је место без административног статуса у америчкој савезној држави Оклахома.

## Демографија
По попису из 2010. године број становника је 99, што је 1 (-1,0%) становника мање него 2000. године.
| Група             | 2000.      | 2010.      |
| Белци             | 83 (83,0%) | 73 (73,7%) |
| Афроамериканци    | 0 (0,0%)   | 0 (0,0%)   |
| Азијати           | 2 (2,0%)   | 1 (1,0%)   |
| Хиспаноамериканци | 1 (1,0%)   | 3 (3,0%)   |
| Укупно            | 100        | 99         |